# Eva LaRue
 (octobre 2018).
Si vous disposez d'ouvrages ou d'articles de référence ou si vous connaissez des sites web de qualité traitant du thème abordé ici, merci de compléter l'article en donnant les références utiles à sa vérifiabilité et en les liant à la section « Notes et références ».
Pour les articles homonymes, voir LaRue, LaRuy et Callahan.
Eva Maria LaRuy, dite Eva LaRue, est une actrice américaine née le 27 décembre 1966 à Long Beach (Californie).

## Biographie

### Enfance
Eva LaRue, est née le 27 décembre 1966 à Long Beach (Californie). Elle est d'origine portoricaine, par son père, elle a également des racines françaises (par son arrière-grand-père paternel qui avait émigré à Porto Rico), écossaises et néerlandaises.

### Carrière
Elle débute en 1972, à l'âge de six ans où elle joue dans des publicités (elle y chante également).
En 1984, elle obtient un petit rôle dans la série Santa Barbara. Elle joue la même année dans Mariés, deux enfants (Married… with Children).
De 1993 à 1997, elle joue dans La Force du destin (All My Children).
De 2000 à 2001 elle est au casting de New York 911. Son personnage, Brooke Carney est un agent de police au NYPD et elle était la fiancée du pompier Jimmy Doherty.
De 2005 à 2012, elle joue dans la série Les Experts : Miami, avec le rôle de Natalia Boa Vista une spécialiste des analyses ADN.
En 2008, elle joue dans Harcelés aux côtés de Samuel L. Jackson.

## Vie privée
Elle a été mariée avec l'acteur John O'Hurley de 1992 à 1994.
De 1996 à 2004 elle est mariée à l'acteur John Callahan avec qui elle a eu, en 2001, une fille nommée Kaya. Elle est restée mariée à Joe Cappuccio de 2010 à 2014.
Elle est impliquée dans la lutte contre le cancer des ovaires, une maladie qui a tué sa grand-mère et son arrière-grand-mère maternelle.
Elle est restée très amie avec Sarah Michelle Gellar qui avait été sa partenaire dans la série La Force du destin en 1993.

## Filmographie

### Cinéma
- 1987 : Les Barbarians The Barbarians) : Ismène
- 1988 : Courbes dangereuses (Dangerous Curves ) : Leslie Cruz
- 1990 : Un ange de trop (Heart Condition) : Peisha
- 1990 : Synthoïd 2030 : Parice
- 1990 : Ghoulies III : Erin Riddle
- 1991 : Legal Tender : Une présentatrice
- 1993 : Body of influence : la quatrième femme
- 1993 : RoboCop 3 : Debbie Dix
- 1993 : Mirror Images II : Phyllis
- 1998 : One Hell of a Guy : Daphne
- 2000 : Little Pieces
- 2008 : Harcelés (Lakeview Terrace) : Lieutenant Morgada
- 2014 : Finding love in quarantine : The movie : Amber Ryan
- 2015 : Dancer and the Dame : Nicole
- 2016 : Un tueur parmi nous (A Killer Walks Amongst Us) : Karen Ellison
- 2018 : Orphan Horse : Masta Jenkins
- 2023 : City Limits : Lori

### Courts métrages
- 2011 : Grace in Sara: Dr. Lopez
- 2016 : Un tueur parmi nous: Dre Lopez
- 2023 : Insane : Dr. Maya Rivera

### Télévision

#### Séries télévisées
- 1986 : The New gidget (épisode : The Project)  : Julie
- 1986 : La croisière s'amuse 2 épisodes : Bikini girl #4
- 1987 : Rags to the Richs
- 1988 : Santa Barbara : Margot Collins
- 1989 : She's the Sheriff
- 1989 : Charles s'en charge (Charles in Charge) :
- 1989 : Larry et Balki (Perfect Strangers) : Une étudiante
- 1989 : Freddy, le cauchemar de vos nuits (Freddy's Nightmares) : Gina
- 1990 : Mariés, deux enfants (Married… with Children) : Carrie
- 1990 : Vic Daniels, flic à Los Angeles (Dragnet) : Nancy Moir
- 1991 : They Came from Outer Space : Juanita Gillespie
- 1991 : Dallas : DeeDee
- 1991 : The New Adam-12 : Maria
- 1992 : Le Juge de la nuit (Dark Justice)
- 1993 : Nurses : Cindy
- 1993 - 1997 / 2002 - 2005 / 2007 / 2010 - 2011 : La Force du destin (All My Children) : Dr. Maria Santos Grey / Maria Santos / Maureen Gorman
- 1997 : Head Over Heels : Carmen
- 1998 : Diagnostic : Meurtre (Diagnosis Murder) : Kathryn Wately
- 1999 : Spécial O.P.S. Force (Soldier of Fortune, Inc.) : Dr. Newman
- 1999 : Grown Ups : Claire
- 1999 : For Your Love : Fariba
- 2000 - 2001 : New York 911 : Brooke Carney
- 2000 - 2001 : Soul Food : Les Liens du sang (Soul Food) : Josefina Alicante
- 2004 : La Star de la famille Hope and Faith 2 épisodes
- 2005 : Une famille du tonnerre (George Lopez) :
- 2005 : Modern Girl's Guide to Life : Talent
- 2005 - 2012 : Les Experts : Miami : Natalia Boa Vista
- 2013 : Esprits criminels : Agent Tanya Mays
- 2014 : Swallow Your Bliss : Amanda Bliss
- 2016 : La Fête à la maison : 20 ans après (Fuller House) : Teri Tanner
- 2016 : Mack & Moxy : Admirable Eva
- 2020 : Finding love in quarantine 5 épisodes : Amber Russell
- 2020 - 2021 : The Family business 5 épisodes : Kim
- 2019 - 2021 : Les Feux de l'amour (The Young and the Restless) : Celeste Rosales
- 2024 : Hôpital central 45 épisodes : Natalia Ramirez/Natalia Rogers Martinez

#### Téléfilms
- 1988 : Les rats du désert : Tawny
- 1995 : A Dream Is a Wish Your Heart Makes : The Annette Funicello Story : Annette Funicello
- 1996 : Remembrance : Serena, Princesse de San Tibaldo Fullerton
- 1997 : Out of Nowhere : Denise Johnson
- 1998 : Ice : Tempête de glace aux USA  : Alison
- 2006 : Obsession maternelle (Cries in the Dark) : Carrie Macklin
- 2012 : Family Trap : Veronica
- 2012 : La baby-sitter de Noël (Help for the Holidays) : Sara VanCamp
- 2015 : La lettre oubliée (Letter Never Sent) : Susan Samson
- 2016 : Urban Cowboy : Josefina Alfonzo
- 2024 : The Engagement plan : Margot